# Cristina Guzmán (telenovela)
Cristina Guzmán es una telenovela mexicana que se transmitió por el Canal 2 de Telesistema Mexicano de Televisa en 1966, con 46 episodios de 30 minutos de duración. Producción de Ernesto Alonso y escrita por Caridad Bravo Adams. Protagonizada por Amparo Rivelles.

## Sinopsis
Cristina Guzmán es una mujer atormentada por nada más que su hermana gemela, que planea quitarle hasta el marido.  

## Elenco
- Amparo Rivelles - Cristina Guzmán / Claudia Guzmán
- Ernesto Alonso - Gabriel
- Enrique Rocha
- Aarón Hernán
- Ariadne Welter
- Fanny Schiller
- Jorge Mondragón
- Fedora Capdevila
- Luis Gimeno
- Teresa Grobois
- Alberto Zayán
- Rosa Furman
- Antonio Bravo
- Carlos Fernández